# Nucená správa
Nucená správa neboli sekvestrace je správa cizího majetku úřední osobou (sekvestorem), jejímž účelem je buď formou exekuce z něj získávat pro oprávněnou třetí osobu užitek, nebo podobně ve prospěch třetí osoby zajistit, aby nedošlo k jeho změně, zejména zhoršení, zkáze či zcizení. Stát jejím prostřednictvím může také vynucovat dodržování práva u obchodních společností se zvláštním, veřejně důležitým předmětem podnikání, pokud porušují své zákonem stanovené povinnosti, a zároveň tak zajišťovat nepřetržité pokračování jejich provozu.

## Nucená správa společností
V České republice může např. Česká národní banka zavést nucenou správu nad bankou nebo pobočkou zahraniční banky, pokud její činnost vykazuje závažné nedostatky, které ohrožují stabilitu bankovního nebo finančního systému. Po vyhlášení nucené správy přestávají fungovat všechny orgány banky, nekoná se ani její valná hromada a všechny oprávnění přechází na správce, kterého jmenuje Česká národní banka a který působí v roli statutárního orgánu banky.
Podobně lze vyhlásit nucenou správu i nad VZP nebo jinými zdravotními pojišťovnami, klasickými pojišťovnami i zajišťovnami, investičními společnostmi nebo investičními fondy a jinými subjekty působícími na kapitálovém trhu.

## Exekuční sekvestrace
Sekvestrace jako forma exekuce byla až do roku 1950 upravena v exekučním řádu z roku 1896, poté z československého právního řádu zmizela. Nyní je upravena jako správa nemovité věci v občanském soudním řádu (obdobně také postižení závodu ve formě jeho správy). Po nařízení exekuce nesmí majitel věc převést na jiného, zatížit ji a brát její užitky či plody. Další správu nemovité věci vykonává soud, který ovšem k tomu může ustanovit zvláštního správce, a příjmy, které se takto získají, plynou (kromě nákladů správy) oprávněnému k uspokojení jeho vymáhané pohledávky. Správa nemovité věci však nebrání tomu, aby byla nařízena další exekuce formou prodeje této věci.